# Каз де Пен
Каз де Пен (фр. Cases-de-Pène) насеље је и општина у јужној Француској у региону Лангдок-Русијон, у департману Источни Пиринеји која припада префектури Перпињан.
По подацима из 2011. године у општини је живело 810 становника, а густина насељености је износила 60,54 становника/km². Општина се простире на површини од 13,38 km². Налази се на средњој надморској висини од 46 метара (максималној 362 m, а минималној 36 m).

## Демографија
| 1962. | 1968. | 1975. | 1982. | 1990. | 1999. | 2011. |
| ----- | ----- | ----- | ----- | ----- | ----- | ----- |
| 465   | 483   | 334   | 387   | 406   | 430   | 810   |

График промене броја становника у току последњих година